# Divididos
Divididos es un grupo musical de rock de Argentina, fundado en 1988 por Ricardo Mollo y Diego Arnedo, exintegrantes de MAM, junto a Omar Molloy de Sumo, hasta que esta se disolvió por la muerte de su líder, Luca Prodan. En sus trabajos, han incursionado en estilos musicales locales como el folklore. Ha sido galardonado en múltiples ocasiones tanto de forma grupal como individual. En el 2011 fue ganador del Gardel de Oro (la distinción más destacada de la música nacional) en reconocimiento a su exitosa trayectoria, premio que ha sido entregado solo 19 veces a distintos artistas tales como Luis Alberto Spinetta, Charly García, León Gieco, Mercedes Sosa y Gustavo Cerati, entre otros.

## Historia

### Comienzos
Tras la disolución de Sumo debido a la muerte de su líder Luca Prodan, el 22 de diciembre de 1987, el resto de sus integrantes Ricardo Mollo, Diego Arnedo, Roberto Pettinato, Alberto "Superman" Troglio y Germán Daffunchio deciden reflexionar acerca del futuro de la banda. Daffunchio y Timmy Mackern (productor de Sumo y amigo de Luca) vuelven a las sierras cordobesas y el resto de la banda se queda ensayando en una sala de El Palomar. El 5 de marzo de 1988, Sumo se presenta en el Chateau Rock, con Daffunchio, Mollo, Pettinato, Arnedo y Troglio.
Todos los integrantes vuelven a Buenos Aires, menos Germán Daffunchio, quien se queda junto con Timmy en Córdoba. Al poco tiempo Pettinato se va a España y forma una banda llamada Pachuco Cadáver, Troglio decide no seguir ensayando en Palomar.
Ricardo Mollo (guitarra) y Diego Arnedo (bajo), junto al baterista Gustavo Collado (ex La Sobrecarga) forman «La División» que luego cambiaría de nombre para pasar a ser «Divididos». Ellos se juntan por primera vez en la casa de Poppy Manzanedo, donde vivía Gustavo Collado, Manzanedo fue el primer mánager que tuvo Divididos, firmó el contrato con CBS para grabar su primer disco 40 dibujos ahí en el piso.
El viernes 10 de junio de 1988 comienzan a tocar su repertorio en vivo en su primer recital, dado en el Rouge Pub de Flores incluyendo algunos temas de Sumo como "Divididos por la felicidad", "Mañana en el abasto" y "Mejor no hablar de ciertas cosas". Divididos movía gran parte del público que seguía a Sumo. El audio del concierto completo se puede encontrar en Internet.

### 40 dibujos ahí en el piso (1989 - 1990)
En 1989 editan su primer álbum de estudio 40 dibujos ahí en el piso, que contiene 11 canciones escritas por la banda, una versión de "Light My Fire" de The Doors y un poema de T. S. Eliot, "Los hombres huecos". La grabación del álbum se realiza en el estudio Panda.
Al año siguiente Gustavo Collado abandonó la banda y fue reemplazado por Federico Gil Solá.

### Acariciando lo áspero (1991 - 1992)
A fines de 1991 lanzan su segundo álbum, Acariciando lo áspero. Cuenta con canciones como "El 38", "Ala Delta", "Sisters" y una versión del clásico de Jimi Hendrix "Voodoo Child (Slight Return)". Durante 1992 realizaron varios recitales en el Estadio Obras Sanitarias para presentar su material.

### La era de la boludez (1993 - 1994)
Muchos de los temas inéditos que la banda había mostrado en sus recitales en Obras fueron incluidos en su siguiente álbum, La era de la boludez, que fue producido por Gustavo Santaolalla y mezclado en Estados Unidos. El mayor éxito del disco fue la canción "¿Qué ves?", junto con una versión de la canción folklórica "El arriero", de Atahualpa Yupanqui.
Durante la presentación del disco la banda llenó trece veces el Estadio Obras Sanitarias y se presentó ante 20.000 personas en el estadio de Vélez Sarsfield. La era de la boludez llegó al puesto número uno en ventas y tuvo que ser reeditado.

### Otroletravaladna (1995 - 1997)
En 1995 la banda editó Otroletravaladna, un disco de bajo contenido comercial pero con un sonido muy experimental, y muchos aportes de Arnedo en voz. En 1995 Gil Solá se alejó de Divididos y la banda incorporó a Jorge Araujo. Este año recibieron el Premio Konex - Diploma al Mérito como una de las 5 mejores bandas de rock de la década en Argentina.

### Gol de mujer (1998 - 1999)
Luego de firmar contrato con la multinacional BMG en 1998 en Los Ángeles, editaron Gol de Mujer, que contiene éxitos como "Nene de antes", una versión del poema inédito de Atahualpa Yupanqui "Vientito de Tucumán" y "Salgan al Sol" de Javier Martínez. También contiene una canción en homenaje al fallecido cantante de Sumo llamada "Luca". El material fue presentado en el Parque Sarmiento y luego en el Estadio Obras Sanitarias.

### Narigón del siglo (2000 - 2001)
En el 2000 graban Narigón del siglo en los estudios Abbey Road situados en Londres. Los cortes de difusión fueron "Par mil" y "Spaghetti del rock".
Entre los reconocimientos que obtuvo fue elegido Mejor disco del año en diversas publicaciones de Argentina. Además la canción "Spaghetti del rock" fue elegida como la mejor de la década en una encuesta realizada por la revista Rolling Stone.

### Vengo del placard de otro (2002 - 2009)
Vengo del placard de otro, grabado en 2002 y conformado por 14 temas compuestos por el grupo, fue el último disco que el grupo editó con Jorge Araujo a cargo de la batería. Incluye una versión del tema "Despiértate nena" de Luis Alberto Spinetta y una canción de folklore grabada en vivo, "Guanuqueando" de Ricardo Vilca. Bajo las directivas del ingeniero Álvaro Villagra, este disco contó con gran cantidad de instrumentos y estilos, a tal punto de llegar a trabajar con doce violines, cuatro chelos, fagot, corno y flautas.
En 2005 la banda recibió el Premio Konex de Platino como la mejor banda de rock de la década, por sus últimos 4 discos, junto a los Patricio Rey y sus Redonditos de Ricota.

### Amapola del 66 (2010 - 2018)
Amapola del 66 es el octavo álbum de estudio de Divididos, el primero en ocho años. El disco cuenta con trece temas, muchos de los cuales ya habían sido presentados en sus recitales, como "Hombre en U", "La flor azul" y "Todos". Este fue el primer disco que la banda editó con su propio sello, La Calandria, y también el primero con Catriel Ciavarella en batería tras la salida de Araujo en 2004. Este disco tuvo su edición en vinilo, lanzado meses después de la publicación del material.
En el año 2011 Divididos se llevó el oro en la edición de los Premios Carlos Gardel (Los Premios Gardel son los premios a la música más importantes concedidos en Argentina), con estatuillas en las categorías "Mejor Álbum Grupo de Rock" (Amapola del 66), "Producción del año" (Amapola de 66) y "Álbum del Año - Gardel de Oro", la banda fue la más premiada, participando con grandes artistas como Hilda Lizarazu, Diego Torres, Charly García, Abel Pintos, Luciano Pereyra, Pedro Aznar, Luis Salinas, Vicentico y Mercedes Sosa.
En 2015 recibieron su tercer Premio Konex (que se entrega cada 10 años a la música popular), esta vez siendo el "Konex de Platino", definiendo a la banda como una de las mejores del género por tres décadas consecutivas. Poniéndola en el status, según la Fundación Konex, de ser "una de las mejores de la historia en la Argentina". [cita requerida]

### 30° Aniversario - Haciendo cosas raras (2018 - actualidad)
El 24 de agosto de 2018 editan el álbum Haciendo cosas raras, que es la regrabación de su primer disco 40 dibujos ahí en el piso, celebrando sus 30 años como banda. El disco consta de 11 canciones, 10 son de ellos y uno es la versión de The Doors. El anteúltimo tema de este disco es una reversión del tema La foca, cuya melodía ahora tiene letra, y se titula Caballos de la noche. La presentación del disco fue el 15 de septiembre de 2018 en el Hipódromo de Palermo.

## Discografía

### Álbumes de estudio
| Año  | Título                         |
| ---- | ------------------------------ |
| 1989 | 40 Dibujos Ahí en el Piso      |
| 1991 | Acariciando lo Áspero          |
| 1993 | La Era de la Boludez           |
| 1995 | Otroletravaladna               |
| 1998 | Gol de Mujer                   |
| 2000 | Narigón del Siglo              |
| 2002 | Vengo del Placard de Otro      |
| 2010 | Amapola del 66                 |
| 2018 | Haciendo Cosas Raras           |
| 2022 | Experiencia 432 (Bulín Finoli) |

### Álbumes en vivo
| Año  | Título                 |
| ---- | ---------------------- |
| 2000 | Viveza Criolla         |
| 2003 | Vivo Acá               |
| 2011 | Audio y Agua           |
| 2016 | En Vivo Teatro Coliseo |
| 2019 | En Vivo Teatro Flores  |
| 2023 | Agradecer y Seguir     |

### Álbumes recopilatorios
| Año  | Título                            |
| ---- | --------------------------------- |
| 1996 | Divididos                         |
| 1999 | 10                                |
| 2003 | Oro                               |
| 2004 | Canciones de Cuna al Palo         |
| 2004 | Vianda de Ayer                    |
| 2006 | Obras Cumbres                     |
| 2009 | 40 Obras Fundamentales: ¿Qué Ves? |

## Giras realizadas
Hasta el momento, el grupo musical ha realizado varias giras musicales, que sirvieron de excusa para presentar sus discos en todo el país y otros puntos del mundo:
| #   | Título de la gira                              | Álbum promocionado           | Período               |
| --- | ---------------------------------------------- | ---------------------------- | --------------------- |
| 1.  | "Tour 1988: Los Inicios"                       | N/A                          | 10/06/1988-10/12/1988 |
| 2.  | "Tour 40 dibujos"                              | 40 dibujos ahí en el piso    | 15/06/1989-22/01/1991 |
| 3.  | "Tour Áspero 1991-1993"                        | Acariciando lo áspero        | 07/04/1991-13/02/1993 |
| 4.  | "Tour Era de la Boludez"                       | La era de la boludez         | 09/04/1993-29/07/1995 |
| 5.  | "Tour Otroletravaladna/Divididos"              | Otro le Travaladna/Divididos | 19/08/1995-28/02/1998 |
| 6.  | "Tour Gol de mujer"                            | Gol de mujer                 | 08/06/1998-22/01/2000 |
| 7.  | "Tour Narigón del siglo"                       | Narigón del siglo            | 28/04/2000-28/06/2002 |
| 8.  | "Tour Vengo del placard de otro/Vivo acá"      | Vengo del placard de otro    | 06/09/2002-13/03/2010 |
| 9.  | "Amapola Tour+Recorrido por el país"           | Amapola del 66               | 27/03/2010-24/05/2018 |
| 10. | "Tour Divididos: 30 Años Haciendo Cosas Raras" | Haciendo Cosas Raras         | 07/06/2018-21/12/2019 |
| 11. | "Tour Aplanador 2020"                          | N/A                          | 25/01/2020-17/12/2022 |
| 12. | "Gira Mundial Divididos - 35 Años de Rock"     | N/A                          | 29/01/2023-16/12/2023 |
| 13. | "Tour Mundial Divididos: Volviendo Estando"    | N/A                          | 19/01/2024-14/12/2025 |

### Giras con más shows
- Amapola Tour+Recorrido por el país (27/03/2010-24/05/2018): 292 shows
- Tour Vengo del placard de otro/Vivo acá (06/09/2002-13/03/2010): 270 shows
- Tour Aplanador 2020 (25/01/2020-17/12/2022): 75 shows
- Tour Narigón del siglo (15/04/2000-28/06/2002): 65 shows
- Tour Mundial Divididos: Volviendo Estando (19/01/2024-14/12/2025): 58 shows
- Tour Divididos: 30 Años Haciendo Cosas Raras (07/06/2018-21/12/2019): 55 shows
- Tour Otroletravaladna/Divididos (19/08/1995-28/02/1998): 50 shows
- Tour Era de la Boludez (09/04/1993-29/07/1995): 48 shows
- Gira Mundial Divididos - 35 Años de Rock (29/01/2023-16/12/2023): 37 shows
- Tour Gol de mujer (08/06/1998-22/01/2000): 27 shows
- Tour Áspero 1991-1993 (07/04/1991-13/02/1993): 27 shows
- Tour 40 dibujos (15/06/1989-22/01/1991): 22 shows

## Integrantes

### Integrantes actuales
- Ricardo Mollo: Voz y guitarra (1988-presente).
- Diego Arnedo: Bajo (1988-presente).
- Catriel Ciavarella: Batería (2004-presente).

### Integrantes anteriores
- Gustavo Collado: Batería (1988-1990).
- Federico Gil Solá: Batería (1991-1995).
- Jorge Araujo: Batería (1995-2004).

## Premios y nominaciones

### Premios Carlos Gardel
| Año  | Categoría                   | Trabajo                   | Resultado | Ref.          |
| ---- | --------------------------- | ------------------------- | --------- | ------------- |
| 1999 | Mejor grupo de rock         | Gol de mujer              | Nominados | [ 6 ]         |
| 2001 | Álbum del año               | Narigón del siglo         | Ganadores | [ 7 ] [ 8 ]   |
| 2001 | Mejor grupo de rock         | Narigón del siglo         | Ganadores | [ 7 ] [ 8 ]   |
| 2001 | Mejor diseño de portada     | Narigón del siglo         | Nominados | [ 7 ] [ 8 ]   |
| 2001 | Realizador del año          | Narigón del siglo         | Ganadores | [ 7 ] [ 8 ]   |
| 2001 | Canción del año             | «Spaghetti del rock»      | Nominados | [ 7 ] [ 8 ]   |
| 2003 | Álbum del año               | Vengo del placard de otro | Nominados | [ 9 ]         |
| 2003 | Mejor grupo de rock         | Vengo del placard de otro | Ganadores | [ 9 ]         |
| 2003 | Mejor videoclip             | «Cajita musical»          | Nominados | [ 9 ]         |
| 2004 | Álbum del año               | Vivo acá                  | Nominados | [ 10 ]        |
| 2004 | Mejor álbum grupo de rock   | Vivo acá                  | Nominados | [ 10 ]        |
| 2004 | Mejor diseño de portada     | Vivo acá                  | Nominados | [ 10 ]        |
| 2004 | Realizador del año          | Vivo acá                  | Nominados | [ 10 ]        |
| 2009 | Mejor colección de catálogo | Obras cumbres             | Nominados | [ 11 ]        |
| 2011 | Álbum del año               | Amapola del 66            | Ganadores | [ 12 ] [ 13 ] |
| 2011 | Producción del año          | Amapola del 66            | Ganadores | [ 12 ] [ 13 ] |
| 2011 | Mejor álbum grupo de rock   | Amapola del 66            | Ganadores | [ 12 ] [ 13 ] |
| 2011 | Canción del año             | «Amapola del 66»          | Nominados | [ 12 ] [ 13 ] |
| 2019 | Mejor álbum grupo de rock   | Haciendo cosas raras      | Ganadores | [ 14 ]        |
| 2023 | Mejor álbum en vivo         | Tilcara: en recital       | Ganadores | [ 15 ]        |

### Premios Konex[16]
| Año  | Premio            | Categoría                         |
| ---- | ----------------- | --------------------------------- |
| 1995 | Diploma al Mérito | Instrumentista / Conjunto de Rock |
| 2005 | Konex de Platino  | Grupo de Rock                     |
| 2015 | Konex de Platino  | Grupo de Rock                     |